# Rai 3
Rai 3 – trzeci program włoskiej telewizji publicznej RAI. Zorientowany jest na regiony (część programu jest rozszczepiana) i informacje. Działa od 15 grudnia 1979.

## Seriale obecnie emitowane
- Detektyw Murdoch
- Domek na prerii (serial telewizyjny)
- Partnerzy (serial telewizyjny 1971)
- Świnka Peppa